# Trevor Powell
Trevor Powell (né le 18 juillet 1968 à Milwaukee aux États-Unis) est un ancien joueur professionnel américain, naturalisé français de basket-ball. Il mesure 2 m.

## Université
- ???? - 1991 :  Golden Eagles de Marquette (NCAA 1)

## Clubs
- 1991 - 1992 :  Chalon-sur-Saône (Nationale 2)
- 1992 - ???? :  Beauvais
- 1995 - 1996 :  Troyes (Nationale 2)
- 1996 - 1997 :  Boulazac (Nationale 2)
- 1997 - 1998 :
- 1998 - 1999 : 
  -  Chalon-sur-Saône (Pro A)
  -  Strasbourg IG (Pro B)
- 1999 - 2000 :  Le Havre (Pro B)
- 2000 - 2001 :  Épinal (Pro B)
- 2001 - 2003 :  Beauvais (Pro B)
- 2003 - 2004 :
- 2004 - 2005 :  Longwy Rehon (Nationale 1)

## Palmarès
- Champion de France Pro B en 1999